# Artefakt (arkæologi)
 For alternative betydninger, se Artefakt. (Se også artikler, som begynder med Artefakt)
I arkæologien er et artefakt (latin arte factum = "hvad der er frembragt ved håndværk/kunst") ethvert objekt eller proces, som er resultatet af menneskelig aktivitet - herunder fortidsminder.
Eksempler på artefakter, der er blevet til på baggrund af menneskeskabte processer, er:
- Byhøj
- Gundestrupkarret
- Helleristning
- Himmelskiven fra Nebra
- Hulemaleri
- Inddæmningsprojekt
- Kanal
- Kunstvandingskanal
- Ruin
- Stensætning
  - Borg
  - Forhistorisk pyramide
  - Stendysse
  - Slot